# Коршев (Ивано-Франковская область)
Ко́ршев (укр. Коршів) — село в Коломыйском районе Ивано-Франковской области Украины. Административный центр Коршевской сельской общины.
Население по переписи 2001 года составляло 2365 человек. Занимает площадь 14,1 км². Почтовый индекс — 78240.